# Богданова (Орловская область)
Богданова — опустевшая деревня в составе Михнёвского сельского поселения Болховского района Орловской области. Население 0 человек (2010).

## География
Деревня расположена в центральной части Среднерусской возвышенности в лесостепной зоне, на севере Орловской области, у административной границы с Белёвским районом Тульской области и находится возле реки Палёнка. Уличная сеть не развита.
Географическое положение
в 7 км. — административный центр поселения посёлок Щербовский, в 19 км. — административный центр района город Болхов
Климат
близок к умеренно-холодному, количество осадков является значительным, с осадками в засушливый месяц. Среднегодовая норма осадков — 627 мм. Среднегодовая температура воздуха в Болховском районе — 5,1 °C.

## Население
| 2010 |
| ---- |
| 0    |

Национальный и возрастной состав
По данным администрации Михнёвского сельского поселения на 2017—2018 гг., в деревне Богданова 1 житель, от 50 до 60 лет.
Согласно результатам переписи 2002 года, в национальной структуре населения
русские составляли 94 % от общей численности населения в 3 жителя

## Инфраструктура
Было развито сельское хозяйство.

## Транспорт
Просёлочные дороги.